# Radulinopsis taranetzi
Radulinopsis taranetzi är en fiskart som beskrevs av Yoshitaka Yabe och Maruyama 2001. Radulinopsis taranetzi ingår i släktet Radulinopsis och familjen simpor. Inga underarter finns listade i Catalogue of Life.